# ピエトロ・グラヴィーナ
ピエトロ・グラヴィーナ(イタリア語: Pietro Gravina、1749年12月16日 - 1830年12月5日)は、イタリアの18世紀からイタリア統一運動時代にかけての枢機卿、大司教、聖職者、愛国者である。枢機卿でありながらイタリア統一運動の初期にあたるシチリア革命で革命政府の初代総裁を短期間ながら務めた。ピエトロ・グラビーナとも。

## 生涯

### 初期
ピエトロ・グラヴィーナは1749年12月16日、シチリア王国のモンテヴァーゴの貴族の家に生まれた。家系はスペイン系で、弟のフェデリコ・グラビーナはスペインの提督としてジブラルタル包囲戦やトラファルガーの海戦で活躍。ガブリエレ・グラヴィーナはカターニアの大司教として知られる。
聖職者を育成するローマのクレメンティーノ大学を1769年に卒業後、サピエンツァ大学では法学を学び卒業後は弁護士の下で働いた。1778年9月7日にはパレルモで聖職者に任ぜられる。1783年にはチッタ・ディ・カステッロ、1785年にはファーノ、1789年にはイェージの知事を務めるなど着実にキャリアを積み重ねていき、1792年には司祭に任命される。司祭になった直後は1793年1月25日から1794年3月7日まで教皇国家の大都市アンコーナの知事を務めた。

### 大司教・枢機卿として
1794年9月12日、ニカイア大司教区の大司教に選出された。しかし当時はナポレオン・ボナパルトがフランスで台頭しており、フランス軍の侵略を危惧したグラヴィーナは後にレオ12世としてローマ教皇となるアンニーバレ・セルマッテイ・デッラ・ジェンガなどともにコンスタンツ、次いでハプスブルク家が治めるミュンヘンなどに避難した。また、教皇政府復活後もスペインやポルトガルに渡って使節として活動し、故郷シチリアに戻るべくマドリードを離れたのはウィーン体制が確立してからの1817年であった。
1816年3月8日、ピウス7世はグラヴィーナを枢機卿に昇格した。またフェルディナンド1世の働き掛けもあり1816年9月23日にはパレルモ大司教区の大司教となった。まだこの頃はグラヴィーナはマドリードで使節として活躍しており、大司教としてパレルモに戻ったのは1818年の春であった。

### シチリア革命

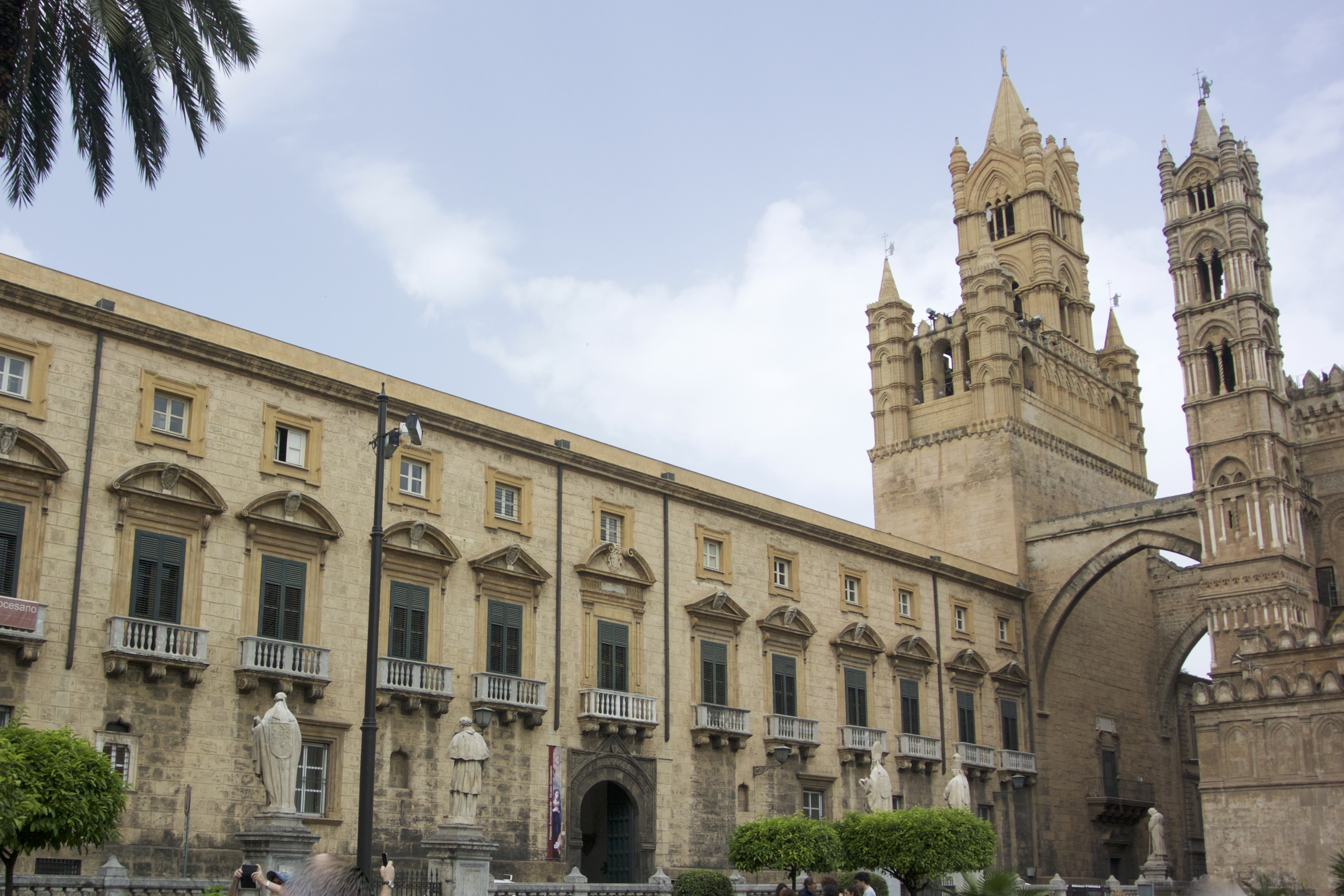
グラヴィーナが万人を匿ったパレルモ大司教宮殿

1816年、ウィーン体制の確立とともにシチリア島とイタリア南部を合わせた両シチリア王国が建国され、シチリア島はナポリの文化や社会制度を押し付けられただけでなく1812年シチリア憲法も廃止に追い込まれた。このことからシチリア島では常に分離独立と立憲革命への火種がくすぶっており、グラヴィーナがパレルモ大司教区の大司教に着任したころにはその動きはピークに達しようとしていた。そして1820年6月15日にはスペイン立憲革命に触発され、分離独立派や立憲革命派が立ち上がりパレルモの武器庫から14000もの銃器を奪う「パレルモ暴動」がジュゼッペ・アリアータ主導のもと発生し、これはシチリア革命の序曲であった。
グラヴィーナは枢機卿という保守的な立場ゆえ、一貫してこの暴動を支持しなかった。武力による革命を否定し、蜂起や暴動を強く批判して、市民による暴動を枢機卿そしてシチリアの中心都市パレルモを司る大司教としての発言力を用いて鎮めようとした。このため当初は、ジュゼッペ・アリアータなど革命勢力とは意見を異にした。しかし一方では、グラヴィーナ自身も祖国であるシチリア王国が滅んでシチリア島が両シチリア王国としてナポリに服属している現状を快く思ってはいなかったため、市民の行動には一定の理解を示した。暴動に参加した人々やその暴動によって住む場所を追われた貴族階級などを分け隔てなくパレルモ大司教宮殿に匿った。
このような行動から貴族などの保守派、暴動を扇動した急進派の両方から一定の支持を得て、1820年7月18日にはシチリア革命により成立したシチリア革命政府の初代総裁に選出された。グラヴィーナは当初これを受諾したが、立憲革命を容認しない教皇庁との関係性など様々な障壁が存在していたため数日で辞任。総裁はパレルモ暴動を主導したジュゼッペ・アリアータが引き継いだ。

### 晩年
ピエトロ・コレッタなどによる武力を用いた徹底的な弾圧によって、シチリア革命政府は崩壊した。当初は革命政府の総裁を務めていたグラヴィーナだったが、早期にそれを辞しており、また革命政府との密接な関係も徹底的弾圧により諸外国に知られる事は無かった。そのため枢機卿、大司教としての地位は維持する事ができ、教皇庁でも立場を保っている。
1823年にはレオ12世を、1829年にはピウス9世を選出するコンクラーベに参加した。
その後は故郷モンテヴァーゴやパレルモで職務を続けつつも穏やかな余生を過ごし、1830年12月5日に死去した。81歳という当時としてはかなりの長命であった。